# Ататуркова кућа музеј
Ататуркова кућа музеј је музеј у Анкари, у Турској. Била је то резиденција председника Мустафе Кемала Ататурка између 1921. и 1932. године, током првих година Републике. Музеј се налази у улици Чанкаја у оквиру Чанкаја кампуса. Налази се одмах поред виле Чанкаја.

## Историја
Зграда је изграђена као виноградарски дом у 19. веку. Године 1921. поседовала су је два грађанина Анкаре, Булгурлузаде Мехмет и Рифат бег. Општина Анкара трансформисала је кућу у председничку резиденцију за потребе Мустафе Кемала Ататурка (1881–1938). Дана 30. маја 1921. предата је Ататурку, који је морао да борави у Пољопривредној школи и  кући управника железничке станице у Анкари након доласка у Анкару 27. децембра 1919. да би започео Турски рат за независност. Зграда је постала Ататуркова званична резиденција и сведок важних историјских догађаја током Турског рата за независност и првих година Републике. То је такође било место где су биле планиране Ататуркове реформе. 1932. године, кућа је престала да се користи када је поред ње изграђена нова резиденција, Вила Чанкаја, како би се задовољила потреба проширења функција.
Године 1950. кућа је отворена за јавност као музеј. Да би изложбени предмети били заштићени од пропадања, 2002. године започети су велики радови на одржавању који су трајали до 2007. године. Током ових напора, закључено је да локалитет треба користити као историјску кућу, а не као музеј. Ататуркова кућа музеј је затим поново отворена за јавност 19. априла 2009. Ту је Ататурк најдуже боравио у свом животу. Звали су је и Дом војске након што је зграду предао Турској војсци.

## Архитектура
Виноградска кућица је била мала зграда унутар шуме. Кућа правоугаоног облика имала је велику терасу са погледом на град на северу. Главни хол у приземљу био је окружен са две просторије и имао је осмоугаони мермерни базен са фонтаном у средини каменог тла. Горњи спрат је имао исти план и састојао се од главне сале и две просторије.
После Ататурковог брака са Латифе Ушаки (1898–1975) 29. јануара 1923, зграда је постала недовољна за породични живот. Архитекта Ведат Тек (1873–1942) је 1923. године почео пројекат проширења. Грађевински радови завршени 1924.  Дограђен је двоспратни анекс са полуосмоугаоном  кулом. Приземље анекса служило је као кухиња и трпезарија. Горњи спрат се састојао од купатила, спаваће собе и радне собе за прву даму. Некадашња спаваћа соба у првобитној згради претворена је у библиотеку и радну собу. Испред северног улаза направљена је надстрешница. Североисточна просторија у приземљу проширена је са полуосмоугаоном помоћном зградом која је служила као просторија за пријем амбасадора. Базен са фонтаном у главном холу је уклоњен како би се направио улазни хол. На истоку је изграђена вишеспратна услужна зграда која се састоји од кухиње и вешераја. Ова зграда је била повезана са резиденцијом сервисним степеништем.
Да би се решили проблеми грађевинске статике који су настали након доградње зграде, и да би се побољшали услови за живот, 1926. године изведени су радови на одржавању. Зграда је опремљена централним грејањем. За Ататуркову усвојену децу, на врху услужне зграде додат је спрат која се састоји од шест соба и купатила. Године 1930. кула на југозападу је преуређена као радна соба за Ататурка.

## Музеј
Надстрешница и улазна сала
Улазни хол је иза надстрешнице, има троја врата и степениште које води на горњи спрат. Са десне стране је Зелена соба, а са леве пријемна соба за амбасадора. Ту су клавир и гарнитура за седење за шест особа. На зидовима висе две слике и три фотографије Ататурка снимљене у различито време. Испред средњих врата са решеткама постављен је кабинет за билијар. Лепи ћилими висе на овим вратима као завеса.
Зелена соба
Налази се са десне стране главног улаза. До 1924. коришћена је као Ататуркова соба за пријем и радна соба. После реновирања, коришћена је као пријемна соба, а због главне зелене боје названа је „Зелена соба“. Ова соба је упамћена у мемоарима многих аутора са позивницама прве даме на чајанку.
Трпезарија и пушачка соба
Ова соба се налази у приземљу анекса зграде. Преко пута врата собе налази се поплочан, велики камин окружен са два лучна витража. Плафон је украшен геометријским орнаментима. Соба је опремљена великим трпезаријским столом, плакарима и комодом.  Поред тога, ту су и сто за доручак за четири особе и сто за играње карата. Два фонографа, велике кинеске вазе и велики сребрни мангал су такође део собе. Трпезарија је била позната као важно Ататурково место јер је била сведок дуготрајних вечера, на којима се расправљало и анализирали су се проблеми земље. Пушачка соба, у коју се улази кроз врата из Трпезарије, налази се у приземљу осмоугаоне куле. Садржи најстарији намештај резиденције.
Сала за пријем амбасадора
Ова просторија је добијена проширењем мале просторије виноградарског дома након уклањања северног спољног зида, и додавањем простора у виду полуосмоугла. Садржи седефом обложени сто за писање који је поклонио Абас Хилми-паша (1874–1944), последњи кедив (османски поткраљ) Египта и Судана, још један сто који је раније користио Ататурк, гарнитуру за седење и велики ормар. По зидовима виси неколико фотографија уоквирених седефом.
Сала на горњем спрату
Собе на горњем нивоу отварају се у салу горњег спрата. Балкон на северној страни сале пружа импресиван поглед на град Анкару.   Овде је изложен билијарски сто на коме је Ататурк играо скоро свакодневно ради рекреације. Првобитно постављен на горњем спрату, билијар је касније премештен у приземље због проблема са статиком у поду. Сала је опремљена овалним столом у средини, гарнитуром за седење и витринама, у којима се налазе Ататуркове медаље, његово мандатно уверење за опште изборе 1931. и прве поштанске марке издате са његовим портретом. Испред балкона је постављен велики мангал.
Библиотека
Библиотека је најсјајније уређено место у вили. Осветљена је бројним лампама од опалног стакла са геометријским и биљним мотивима. Ниша пећнице у западном зиду обложена је плочицама тиркизне боје. Сви зидови библиотеке су прекривени дрвеним полицама за књиге. Библиотека садржи богату колекцију књига које је Ататурк прочитао и његових руком писаних белешки. Фотеља и писаћи сто који је користио када је писао Нутук, чувени говор који је одржао 1927. године, део су собе библиотеке.
Радна соба
У Ататуркову радну собу долази се кроз врата на јужном зиду библиотеке. Дизајниран је у стилу Ар деко. Оригинални плафон, уређен у отоманском уметничком стилу, окречен је у бело. Метални предмети су од месинга док је сав намештај у црно-белој боји. На под је положена медвеђа кожа коју је поклонио Мухтар бег, амбасадор Турске у Москви.
Спаваћа соба
Налази се на горњем спрату анексне зграде одмах изнад трпезарије. На средини јужног зида налази се поплочано огњиште са два велика прозора. Изнад камина виси фотографија Ататуркове мајке Зубејде Ханим (1857–1923), снимљена у њеној младости. Врата на западном зиду воде у радну собу. Велики прозори, пастелни зидови и скромно украшени плафони пружају светло и мирно место. Намештај собе је крајње елитан, међутим, једноставан и скроман.
Купатило
У купатило се улази кроз спаваћу собу. Његов дизајн је једноставан. Умиваоник, тоалет, биде и када су у белој боји као беле порцеланске плочице које покривају под и зидове. Врата поред каде отварају се на степениште.
Гостинска спаваћа соба
Соба на северној страни првобитне виноградарске куће, која гледа на Анкару, коришћена је као спаваћа соба за госте.
Изложбена сала
То је бивша услужна зграда. Претворена је у изложбену салу уклањањем некадашњих преградних зидова. У овој сали документована је архитектура и историјска промена зграде. Овде су изложене Ататуркове личне ствари.